# 加巴尔纳克
加巴尔纳克（法語：Gabarnac，法語發音：[ɡabaʁnak]）是法国吉伦特省的一个市镇，属于朗贡区。

## 地理
加巴尔纳克（44°36'55"N, 0°16'7"W）面积5.21 平方千米，位于法国新阿基坦大区吉倫特省，该省份为法国西南部沿海省份，是法國本土面积最大的省，北起滨海夏朗德省，西临大西洋，南至朗德省，东南接洛特-加龍省，东临多爾多涅省。
与加巴尔纳克接壤的市镇（或旧市镇、城区）包括：瑟芒、卢皮亚克、蒙普兰布朗、圣克鲁瓦迪蒙。

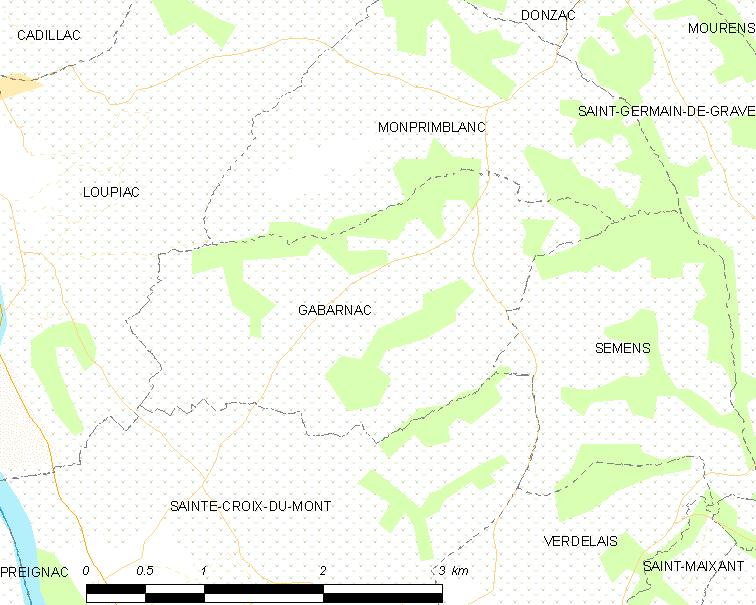
加巴尔纳克的OSM定位图

加巴尔纳克的时区为UTC+01:00、UTC+02:00（夏令时）。

## 行政
加巴尔纳克的邮政编码为33410，INSEE市镇编码为33176。

## 政治
加巴尔纳克所属的省级选区为海间县。

## 人口

1962-2008年间加巴尔纳克人口变化图示

加巴尔纳克于2022年1月1日时的人口数量为363人。